# NGC 4567
NGC 4567 é uma galáxia espiral (Sbc) localizada na direcção da constelação de Virgo. Possui uma declinação de +11° 15' 28" e uma ascensão recta de 12 horas, 36 minutos e 32,7 segundos.
A galáxia NGC 4567 foi descoberta em 15 de Março de 1784 por William Herschel.